# Makin Soccer Field
Betio Soccer Field – to wielofunkcyjny stadion w Makin na Kiribati. Jest obecnie używany głównie dla meczów piłki nożnej. Swoje mecze rozgrywa na nim drużyna piłkarska Makin FC.